# Стефан Каристан
Стефан Каристан (фр. Stéphane Caristan, Кретеј 31. мај 1964) бивши је француски атлетичар специјалиста за трке са препонама, троструки учесник Летњих олимпијских играра 1984. у Лос Анђелесу, 1988. у Сеулу и 1992. у Барселони.

## Значајнији резултати

### Интернационални
| Година                 | Такмичење                   | Место                  | Пласман                | Дисциплина             | Резултат (м)           | Белешка                                |
| Представаљао Француску | Представаљао Француску      | Представаљао Француску | Представаљао Француску | Представаљао Француску | Представаљао Француску |                                        |
| ---------------------- | --------------------------- | ---------------------- | ---------------------- | ---------------------- | ---------------------- | -------------------------------------- |
| 1984.                  | Олимпијске игре             | Лос Анђелес            | 6.                     | 110 м препоне          | 13,71                  | Архивирано на веб-сајту (3. март 2016) |
| 1985.                  | Светске игре у сали         | Париз                  |                        | 60, м препоне          | 7,62                   |                                        |
| 1986.                  | Европско првенство          | Штутгарт               |                        | 110 м препоне          | 13,20                  |                                        |
| 1987.                  | Светско првенство у дворани | Индијанаполис          |                        | 60. м препоне          | 7,62                   |                                        |
| 1988.                  | Олимпијске игре             | Сеул                   | 9.                     | 110 м препоне          | 13,71                  |                                        |
| 1992.                  | Олимпијске игре             | Барселона              | 7.                     | 400 м препоне          | 48,86                  | [ мртва веза ]                         |
| 1992.                  | Олимпијске игре             | Барселона              | 11.                    | 4 х 400 м              | 3:04,25                |                                        |

### Национални
- Првенство Француске у атлетици
  - 110 м препоне : првак 1983, 1984, 1985 и 1986.
  - 400 м препоне : првак 1992.
  - 60 м препоне у дворани: првак 1986. и 1987.
  - Петобој у сали : првак 1985.

## Рекорди
Европски рекорд 110 м препоне 13,20 1986.
Национални рекорд Француске у дворани 60 м препоне 7,50 1987.
Национани јуниорски рекорд Француске 110 м препоне 13,86 1983.

### Лични рекорди
| Дисциплина    | Резултат | Место     | Датум            |
| ------------- | -------- | --------- | ---------------- |
| 110 м препоне | 13,20    | Штутгарт  | 30. август 1986. |
| 400 м препоне | 48,86    | Барселона | 6. август 1992.  |